# Lindóia do Sul
Lindóia do Sul es un municipio brasileño del estado de Santa Catarina. Tiene una población estimada al 2022 de 4 549 habitantes. Pertenece a la Región metropolitana de Contestado.

## Toponimia
La historia cuenta que cuando los primeros colonos vieron la forma del río Engano exclamaron “¡Hermoso! ¡Miren!", (“Lindo! Olha!”), lo que origina el nombre del municipio.

## Historia
Los primeros colonos que se instalaron en 1940 eran de origen italiano. La principal actividad económica de estos colonos fue la agricultura y la madera. Distrito de Concórdia, se emancipó como municipio en 1990.